# Tyrolean Airways
Austrian Arrows — название региональной авиакомпании, подразделения Austrian Airlines, оператором которой является Tyrolean Airways, базируется в Инсбруке, Австрия. Член Austrian Airlines Group и Star Alliance. Основной базой является аэропорт Инсбрука, хаб — Вена-Швехат.

## История
Авиакомпания была создана в 1978 под названием Aircraft Innsbruck, основателями были Gernot Langes-Swarovski и Christian Schwemberger-Swarovski. Позднее название было изменено на Tyrolean Airways, первые регулярные рейсы начались 1 апреля 1980. Авиакомпания была приобретена Austrian Airlines в марте 1998. В 2003 был произведён ребрендинг, и компания получила название Austrian Arrows для того, чтобы потребители могли воспринимать связь с материнской компанией, тогда же была изменена ливрея. Тем не менее, операционное управление авиакомпанией осуществляется из Инсбрука. В компании работает 1 599 служащих.

## Назначения
Austrian Arrows обслуживает шесть направлений в Австрии и 72 за её пределами.

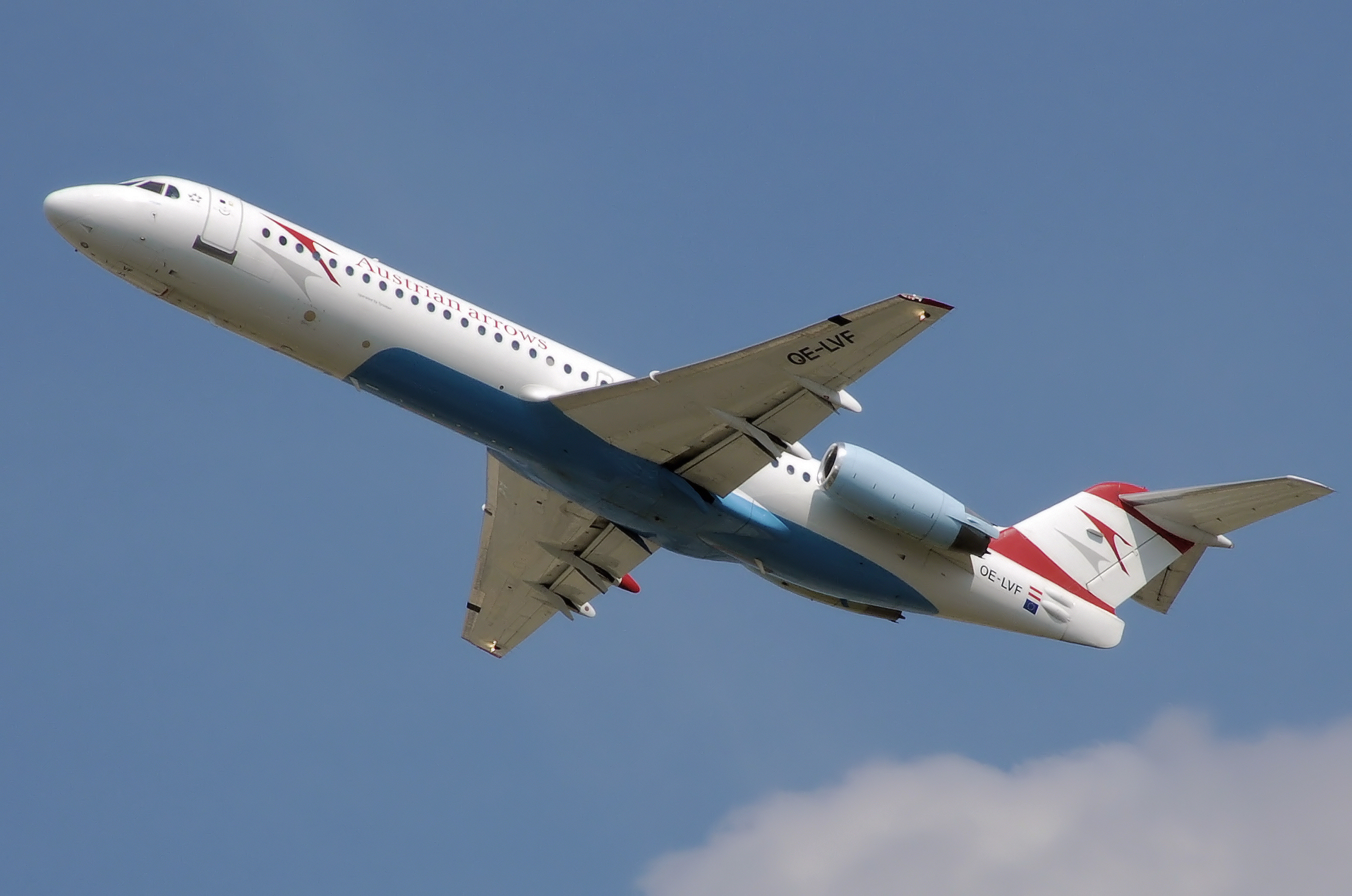
Fokker 100

Назначения Austrian Arrows (на январь 2008):

### Африка

#### Северная Африка
- Ливия
  - Триполи

### Азия

#### Юго-западная Азия
- Иран
  - Тегеран
- Турция
  - Анкара (Анкара-Эсенбога)
  - Стамбул (Стамбул-Ататюрк)

### Европа

#### Западная Европа
- Австрия
  - Грац
  - Инсбрук
  - Клагенфурт
  - Линц
  - Зальцбург
  - Вена
- Бельгия
  - Брюссель
- Дания
  - Копенгаген
- Финляндия
  - Хельсинки
- Франция
  - Лион
  - Ницца
- Германия
  - Берлин (Берлин-Тегель)
  - Кёльн / Бонн
  - Дрезден
  - Дюссельдорф
  - Франкфурт
  - Гамбург
  - Ганновер
  - Лейпциг
  - Мюнхен
  - Нюрнберг
  - Штутгарт
- Греция
  - Афины
  - Салоники
- Италия
  - Болонья
  - Флоренция
  - Милан
    - (Линате)
    - (Мальпенса)

  - Неаполь
  - Рим
  - Венеция
- Люксембург
  - Люксембург
- Нидерланды
  - Амстердам (Схипхол)
- Норвегия
  - Осло
- Испания
  - Барселона
- Швеция
  - Гётеборг
  - Стокгольм (Аэропорт Стокгольма-Арланда)
- Швейцария
  - Базель
  - Женева
  - Санкт-Галлен (Аэропорт Санкт-Галлен-Алтенрейн)
  - Цюрих (Аэропорт Цюриха)
- Великобритания
  - Лондон, Англия (Хитроу и Лондон-Сити)

#### Центральная Европа
- Чешская республика
  - Прага (Международный аэропорт Рузине)
- Венгрия
  - Будапешт (Международный Аэропорт Будапешт-Ферихеди)
- Польша
  - Краков (Международный Аэропорт Краков-Балице имени Иоанна Павла II)
  - Варшава (Варшавский аэропорт имени Фредерика Шопена)
- Словакия
  - Кошице

#### Восточная Европа
- Албания
  - Тирана (Аэропорт имени Марии Терезы)
- Беларусь
  - Минск (Международный аэропорт Минск)
- Босния и Герцеговина
  - Сараево (Международный аэропорт Сараево)
- Болгария
  - Бургас
  - София
  - Варна
- Хорватия
  - Загреб (Аэропорт Загреба)
  - Сплит
  - Дубровник
- Македония
  - Скопье
- Молдова
  - Кишинёв
- Черногория
  - Подгорица
- Румыния
  - Бая-Маре
  - Бухарест (Международный аэропорт имени Анри Коанды)
  - Яссы (Международный аэропорт Яссы)
  - Сибиу (Международный аэропорт Сибиу)
  - Тимишоара (Международный аэропорт имени Траяна Вуя)
  - Клуж-Напока (Международный аэропорт Клуж-Напока)
- Россия
  - Краснодар
  - Ростов-на-Дону
  - Санкт-Петербург (Пулково)
  - Сочи
- Сербия
  - Белград (Белградский аэропорт имени Николая Теслы)
- Сербия/Косово
  - Приштина (Международный аэропорт Приштина)[2]
- Украина
  - Днепр
  - Харьков
  - Киев
  - Львов
  - Одесса

## Инциденты и авиакатастрофы
- Fokker 100, выполнявший рейс из Инсбрука в Лидс-Брадфорд, совершил вынужденную посадку после потери мощности в одном из двигателей. Самолёт благополучно приземлился, пострадавших не было[3].

## Флот
Флот (на октябрь 2008):

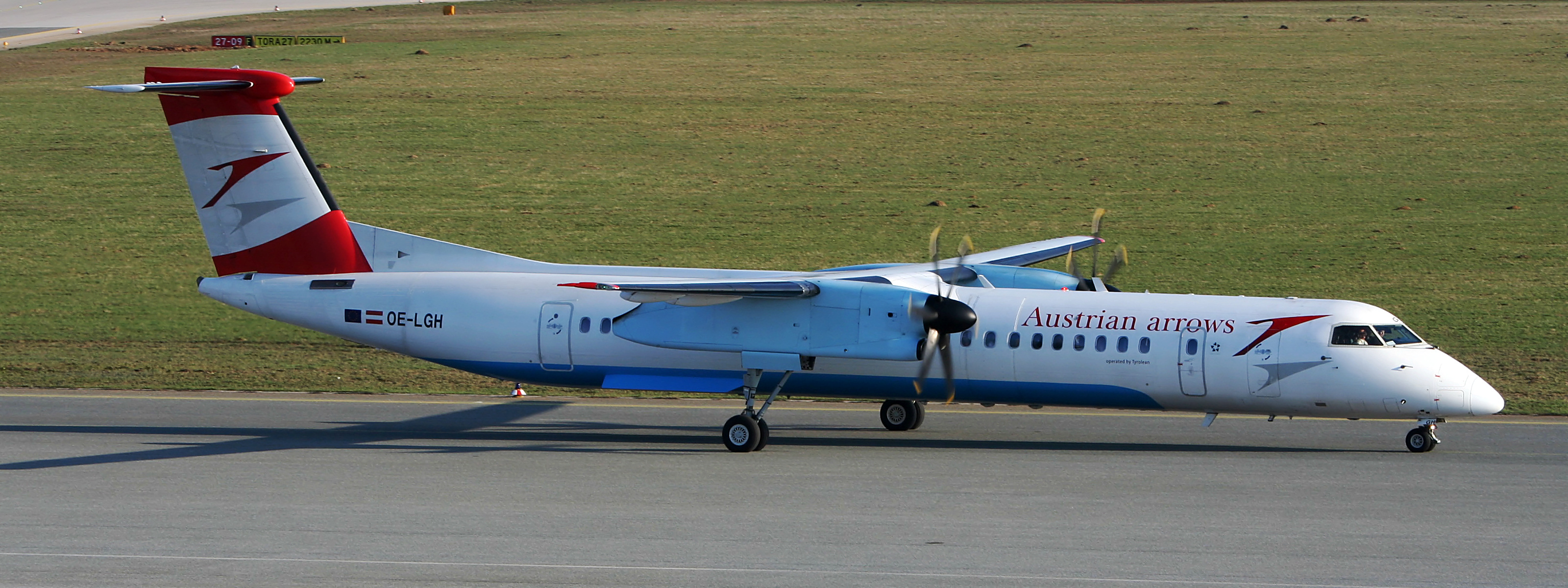
Dash 8-Q400 в аэропорту Линца

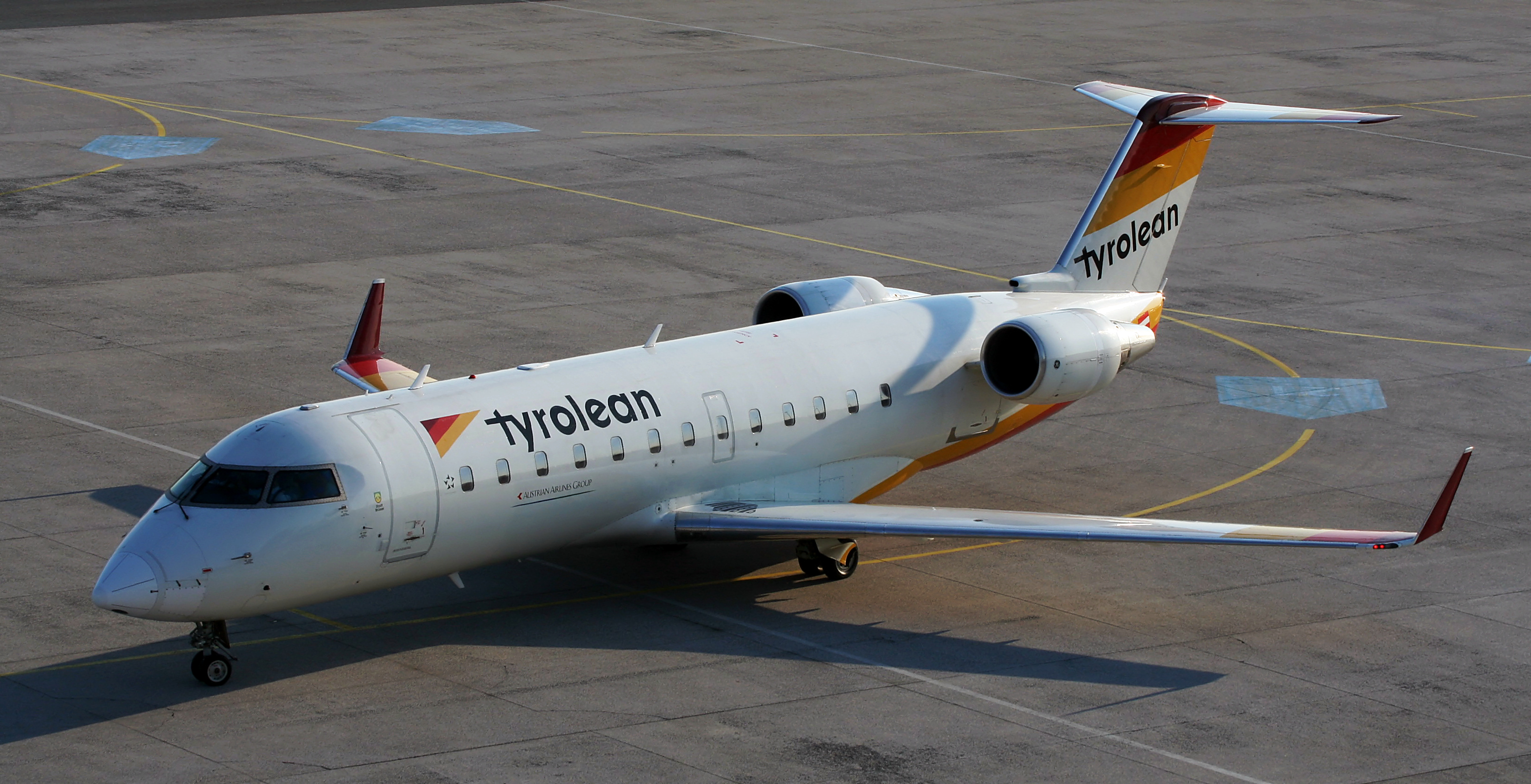
CRJ 200LR в аэропорту Граца

Средний возраст флота Austrian Arrows составляет 12.9 лет (на июнь 2010).
В 2011 также используются AIRBUS INDUSTRIE A320-100/200